# International Soccer (videogioco 1983)

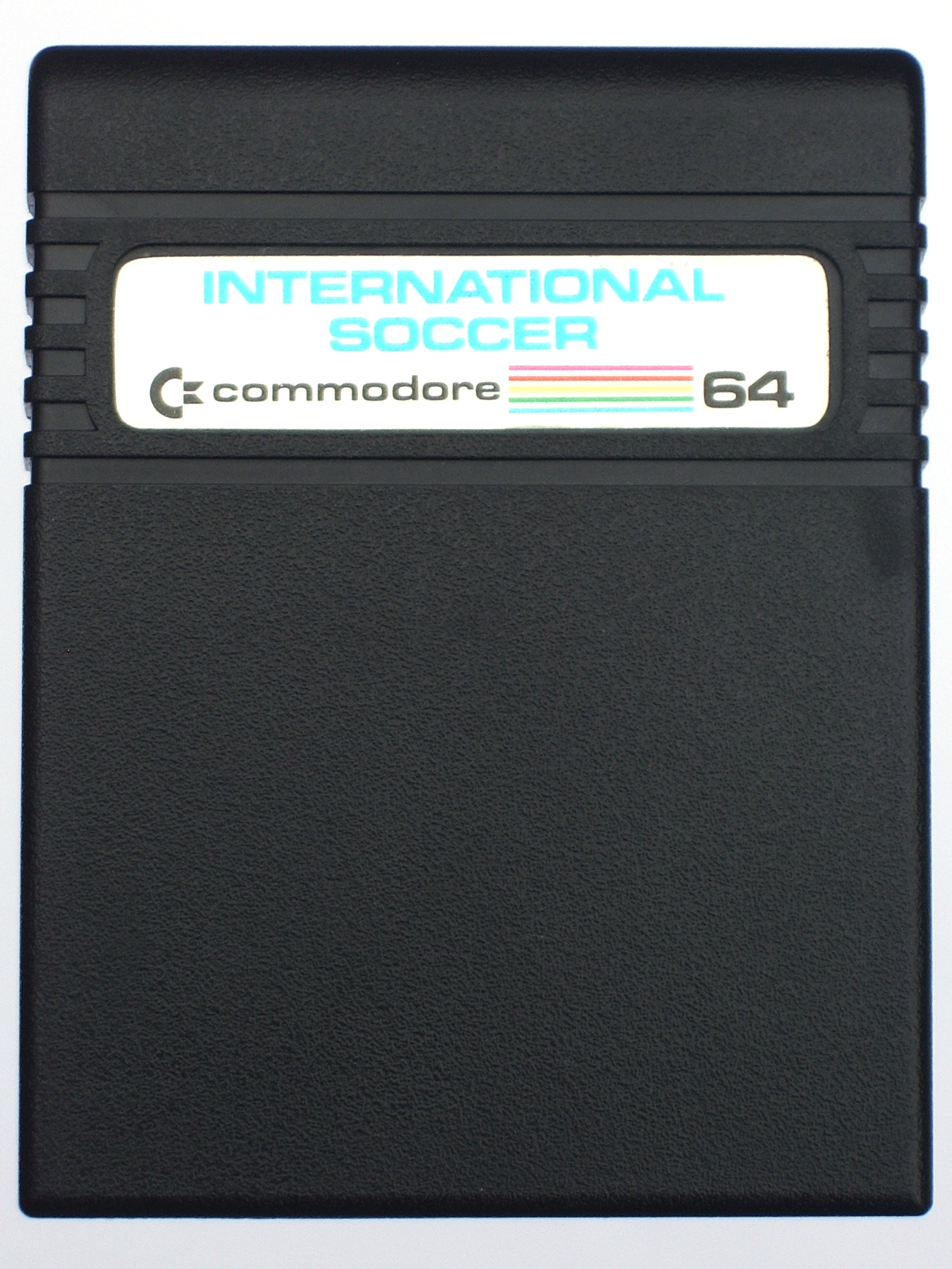
Cartuccia originale

International Soccer, pubblicato anche come Cup Final, è un videogioco di calcio pubblicato nel 1983 per Commodore 64 dalla stessa Commodore su cartuccia. Venne ripubblicato nel 1988 su cassetta e dischetto da CRL Group, con trascurabili variazioni estetiche, ottenendo ancora giudizi molto buoni dalla critica, nonostante la grafica e il sonoro primitivi, per l'alta giocabilità. È stato definito il primo buon videogioco di calcio per computer e quello di maggior successo tra i primi non manageriali.
La Commodore pubblicò in seguito anche International Basketball (1984) e International Tennis (1985); i tre titoli, simili nell'impostazione visiva, vennero considerati collettivamente la serie sportiva International.

## Modalità di gioco
Si giocano partite singole tra squadre anonime, in due giocatori oppure contro il computer a 9 possibili livelli di difficoltà, con la possibilità di selezionare il colore della maglia. Se si attende inizia anche una modalità dimostrativa computer contro computer.
La visuale del campo è laterale rialzata, come se si vedesse dalla tribuna, e ne viene mostrato circa un terzo alla volta con scorrimento orizzontale. Ciascun tempo dura 200 secondi.
Ogni squadra ha sette giocatori in campo. Quello di volta in volta controllabile dal giocatore viene selezionato in automatico, cambia tonalità di colore e quando ha la palla si muove più lentamente, mentre gli altri si mettono in posizione relativamente alla palla ma non la giocano direttamente. Questo vale anche per la squadra controllata dal computer, che ha anch'esso un solo giocatore attivo ed evidenziato.
I calciatori possono correre nelle 8 direzioni, calciare con potenza fissa e colpire di testa, mentre per rubare palla all'avversario basta raggiungerlo, il contrasto è automatico e non ci sono mosse difensive.
Il portiere si lancia automaticamente nella direzione della palla (a volte sbagliando), ma è il giocatore a scegliere il momento premendo il pulsante.
Sono possibili rimesse laterali, rimesse dal fondo e calci d'angolo, ma non esistono i falli.
Si può richiedere di rivedere in replay l'ultima azione giocata.
Al termine della partita, a meno di un pareggio, un'animazione mostra la premiazione della squadra vincitrice, con la consegna di un trofeo da parte di un'elegante ragazza e il capitano che lo solleva in trionfo.
Uscirono tre versioni del gioco (senza contare la riedizione della CRL), con migliorie aggiunte nel corso del tempo: la prima versione non aveva ancora la modalità giocatore singolo e la seconda non aveva ancora i replay.